# 파리의 한국남자
"파리의 한국남자"는 2016년에 개봉한 대한민국의 영화이다.

## 캐스팅
- 조재현 : 상호 역
- 팽지인 : 연화 역
- 미콴락 : 창 역
- 유나론 : 한국청소년 역
- 필리페 페리에르 : 창 아버지 역
- 자크 오몽 : 노숙자 노인 역
- 빈센트 말라우사 : 봉사원 역
- 제레미 카릴 : 봉사원 역
- 밤차데 포우발리 : 봉사원 역
- 진 클라우데 로카 : 봉사원 역